# Мороз Галина Володимирівна
Галина Володимирівна Мороз (* 21 травня 1961, смт. Красне, Львівська область, Українська РСР) — українська актриса. Член Національної Спілки кінематографістів України.
Закінчила Київський державний інститут театрального мистецтва ім. І. Карпенка-Карого (1982).

## Фільмографія
- «Квіти лугові» (1984, Ксенія Жаворонкова),
- «Провал операції „Велика ведмедиця“» (1983),
- «Все починається з любові» (1984, Зіна),
- «Жменяки» (1986), «Спадкоємиця Ніки» (1988, мати Льоньки),
- «Ніч самогубця» (1991),
- «Америкен бой» (1992),
- «У тій царині небес...» (1992, Олена),
- «Заручники страху» (1993, Емма).